# دیران سارافیان

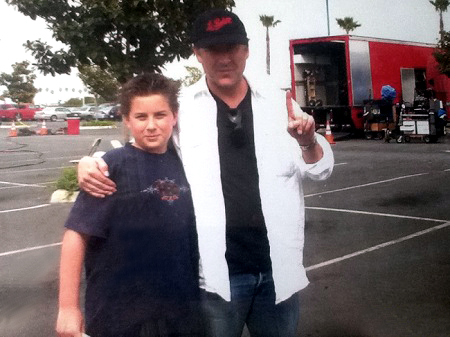

دیران سارافیان (به ارمنی: Դերան Սարաֆյան) (به انگلیسی: Deran Sarafian) کارگردان ارمنی‌تبار اهل ایالات متحده آمریکا است.

## بخشی از فیلمشناسی
فیلم‌ها یا برنامه‌های تلویزیونی که وی آنها را کارگردانی نموده‌است می‌توان به آثار زیر اشاره کرد.
- ترمینال سرعت (۱۹۹۴)
- حکم مرگ (۱۹۹۰)
- اینترزون (۱۹۸۷)